# Leptachirus robertsi
Leptachirus robertsi är en fiskart som beskrevs av Randall 2007. Leptachirus robertsi ingår i släktet Leptachirus och familjen tungefiskar. Inga underarter finns listade i Catalogue of Life.